# ヌルスルタン・ナザルバエフ国際空港
ヌルスルタン・ナザルバエフ国際空港（ヌルスルタン・ナザルバエフこくさいくうこう、カザフ語: Нұрсұлтан Назарбаев халықаралық әуежайы、ロシア語: Международный аэропорт Нурсултан Назарбаев）は、カザフスタンの首都アスタナにある国際空港。
空港は1931年に開設された。2005年より黒川紀章の設計により大規模な改築を行った。2019年3月にアスタナがヌルスルタンへ改名され、空港名もアスタナ国際空港からヌルスルタン国際空港へ改名された。2020年6月8日には、IATA空港コードもTSEからNQZへと変更された。
2022年1月に、首都の名称は、ヌルスルタンからアスタナへ再度改名されたが、空港の名称は変更されていない。

## ターミナル

### ターミナル1（国際線）
2017年6月にオープンしたターミナルで、搭乗ゲート数は6つある。ターミナル2に隣接している。

### ターミナル2（国内線）
ターミナル1のオープンに伴い、名前がターミナル2となり国内線専用となった。

## 就航航空会社と就航都市

### 国内線
| 航空会社         | 就航地 |
| ---------------- | --- |
| エア・アスタナ   | アルマトイ、アクタウ、アクトベ、アティラウ、オラル、オスケメン                                                             |
| SCAT航空         | アルマトイ、アクタウ、アクトベ、アティラウ、オスケメン、パヴロダル、シムケント、タラズ、ジェズカズガン                     |
| カザク・エア     | アルマトイ、アクトベ、コスタナイ、クズロルダ、ペトロパブル、シムケント、タルディコルガン、テュルキスタン                   |
| フライアリスタン | アルマトイ、アクタウ、アクトベ、アティラウ、コスタナイ、クズロルダ、オラル、オスケメン、シムケント、セメイ、テュルキスタン |

### 国際線
| 航空会社                   | 就航地                                                                                                   |
| -------------------------- | --- |
| エア・アスタナ             | 北京/首都、ドバイ、フランクフルト、イスタンブール、アンタルヤ                                            |
| SCAT航空                   | モスクワ/ヴヌーコヴォ、サンクトペテルブルク、イスタンブール、ベオグラード(2025年11月3日より運航開始予定) |
| カザク・エア               | オムスク、エカテリンブルク                                                                               |
| フライアリスタン           | バクー、クタイシ、タシケント、ウルムチ                                                                   |
| アエロフロート・ロシア航空 | モスクワ/シェレメチェーヴォ                                                                              |
| ロシア航空                 | クラスノヤルスク                                                                                         |
| レッドウィングス航空       | モスクワ/ジュコーフスキー、カザン、ウファ、エカテリンブルク                                              |
| ベラヴィア                 | ミンスク                                                                                                 |
| アゼルバイジャン航空       | バクー                                                                                                   |
| ウズベキスタン航空         | タシケント                                                                                               |
| ウィズエアー               | アブダビ                                                                                                 |
| LOTポーランド航空          | ワルシャワ                                                                                               |
| ルフトハンザドイツ航空     | フランクフルト(2025年10月26日〜2026年3月29日まで運休予定)                                                |
| ターキッシュ エアラインズ  | イスタンブール                                                                                           |
| ペガサス航空               | イスタンブール/サビハ・ギョクチェン、アンタルヤ                                                          |
| アナドルジェット           | アンカラ                                                                                                 |
| フライドバイ               | ドバイ                                                                                                   |
| エア・カイロ               | シャルム・エル・シェイク                                                                                 |
| 中国国際航空               | 北京/首都、西安                                                                                          |
| 中国南方航空               | 広州、ウルムチ                                                                                           |

## アクセス
- バス
  - 市内行きの10番、12番のバスが5-7分間隔で運転している。
- 鉄道　
  - ライトレールが建設中。